# Порог (Архангельская область)
Порог — село в Онежском районе Архангельской области России. Административный центр муниципального образования «Порожское».

## История

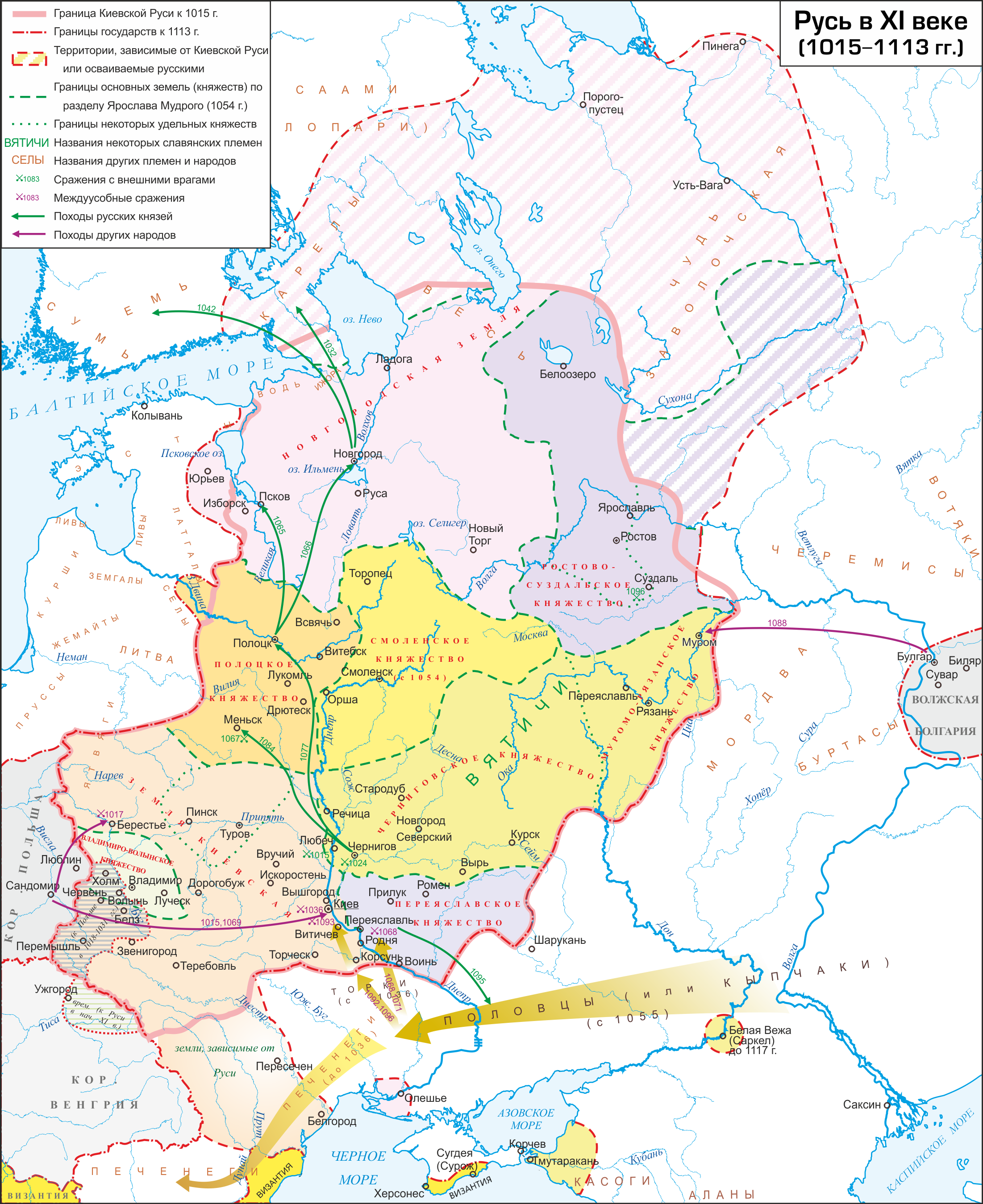
Порогопустец на карте Руси (1015—1113)

## География

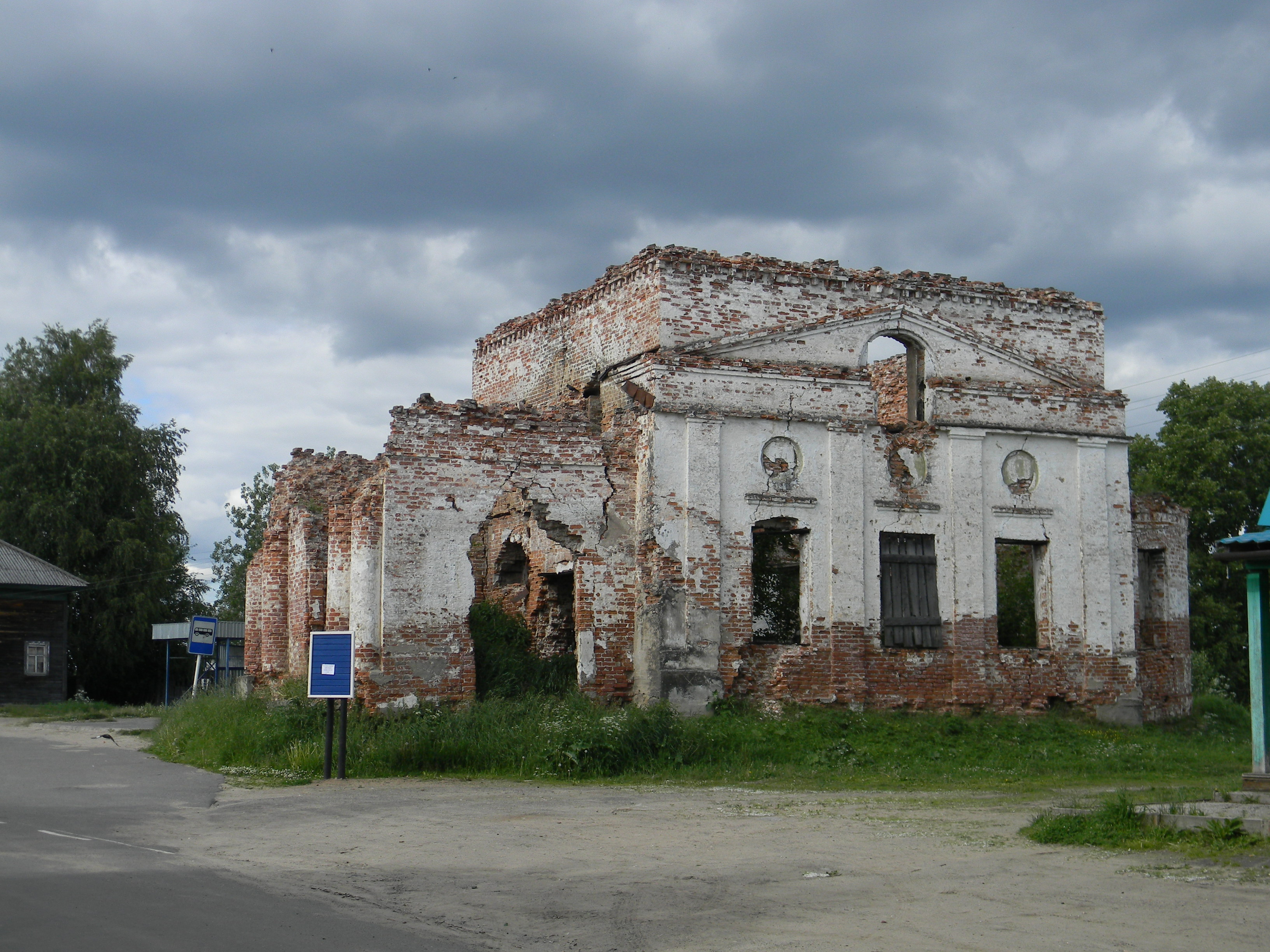
Покровский храм

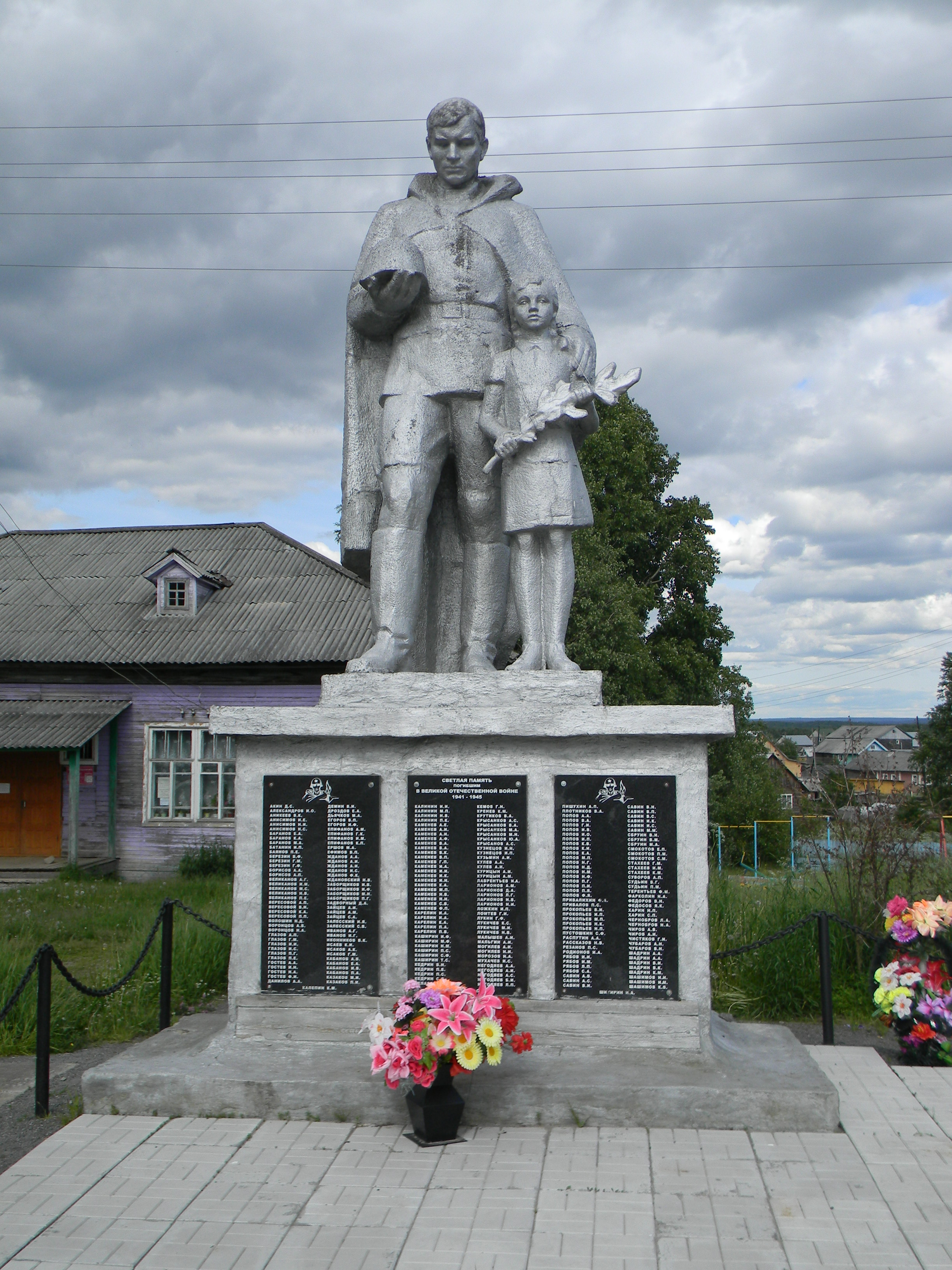
Обелиск павшим в годы Великой Отечественной войны 1941-1945 годов

Находится на правом берегу Онега при впадении в неё реки Вонгуда. В селе находится телевышка. Напротив порога на левом берегу Онеги находится деревня Павловская. К северу от села за озером Домашним в посёлке 243 км находится железнодорожный разъезд 243 км Северной железной дороги, от которого начинается ветка на Онегу.

## Население
| 2002 | 2010 | 2012 |
| ---- | ---- | ---- |
| 487  | ↗532 | ↗564 |

На 1 января 1896 года в селе Порог в 135 дворах проживало 770 человек.

## См. также

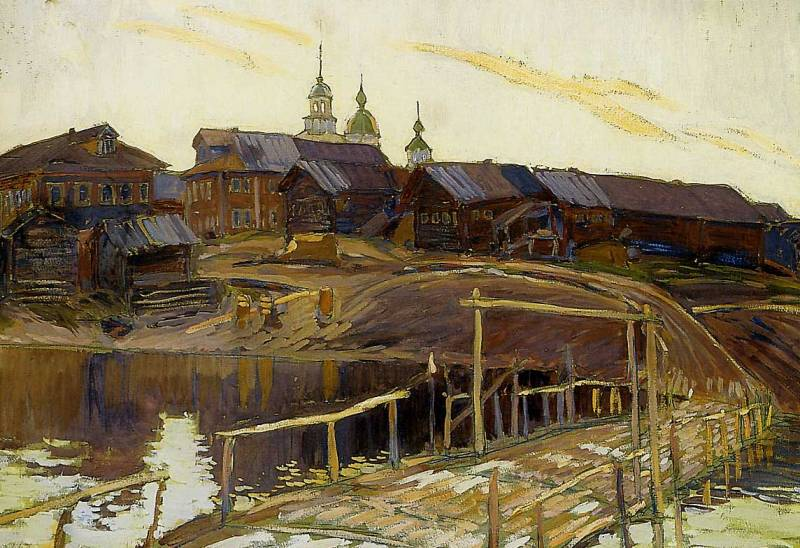
Деревня Порог на Онеге
В. В. Переплётчиков, 1911